# Haley Barbour

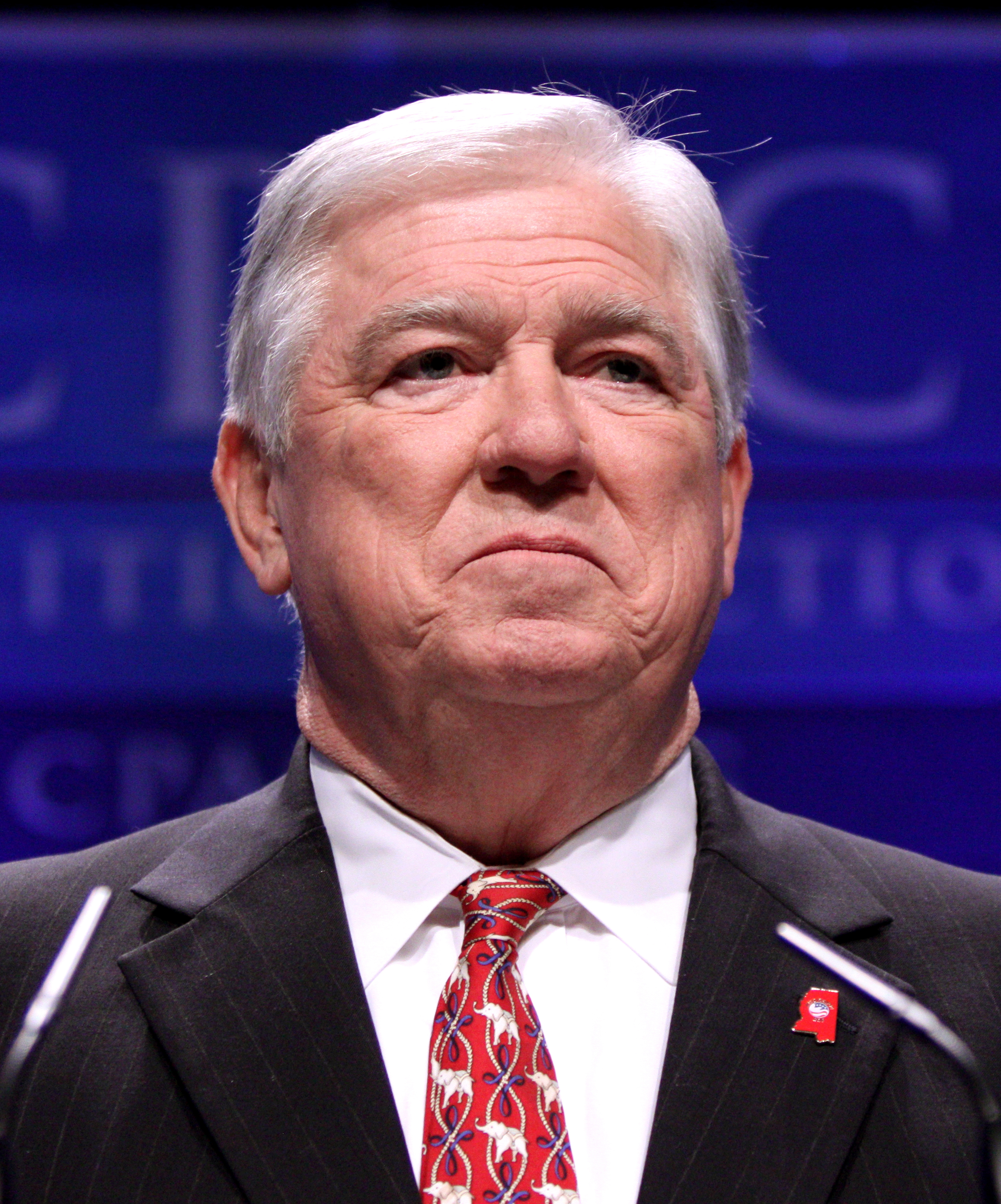
Haley Barbour (2011)

Haley Reeves Barbour (* 22. Oktober 1947 in Yazoo City, Mississippi) ist ein US-amerikanischer Politiker der Republikanischen Partei. Er war vom 13. Januar 2004 bis zum 10. Januar 2012 63. Gouverneur des Bundesstaates Mississippi. Sein Amtsvorgänger war Ronnie Musgrove. Die Gesetze von Mississippi schlossen für Barbour eine erneute Kandidatur als Gouverneur aus, so dass er bei der Wahl 2011 nicht mehr antreten durfte.
Im August 2005 geriet Barbour in das Rampenlicht der amerikanischen Öffentlichkeit, als der Hurrikan Katrina den Staat Mississippi traf. Am 6. November 2007 gewann Barbour die Gouverneurswahlen in Mississippi gegen den demokratischen Herausforderer John Arthur Eaves. Die Ölpest im Golf von Mexiko 2010 hat ihn wiederum ins Blickfeld der Öffentlichkeit gerückt.
Im Dezember 2010 begnadigte er die 1994 zu lebenslanger Haft verurteilten Scott Sisters unter der Bedingung, dass Gladys ihrer Schwester Jamie die benötigte Niere spendet.

## Herkunft und Ausbildung
Barbour ist der jüngste dreier Söhne und wuchs in seinem Geburtsort, Yazoo City, auf. Seine Mutter, Grace LeFlore Johnson, zog ihn auf, nachdem sein Vater, Jeptha Fowlkes Barbour Jr., starb, als Haley zwei Jahre alt war.
Barbour besuchte die University of Mississippi in Oxford drei Jahre lang, brach aber das Studium 1968 ab, um sich dem Wahlkampf von Richard Nixon zu widmen. Obwohl er nie einen Bachelor-Abschluss erwarb, konnte er sich dennoch an der Juristischen Fakultät der University of Mississippi immatrikulieren und erhielt 1972 einen Doktorgrad (Dr. iur.).
Mit 22 Jahren leitete Barbour den 1970er United States Census für den Bundesstaat Mississippi. Nach Beendigung seines Jurastudiums arbeitete er für die Anwaltskanzlei seines Vaters.

## Politik und Lobbyismus
1982 war Barbour der republikanische Kandidat für den Senat der Vereinigten Staaten, aber er verlor gegen den demokratischen Amtsinhaber John C. Stennis.
1991 war Barbour ein Mitbegründer der Lobbying-Firma Barbour Griffith & Rogers, LLC, mit Sitz in Washington, D.C. Seine Mitgesellschafter waren Lanny Griffith und Ed Rogers, zwei Anwälte, die vorher in der Regierung von George Bush gearbeitet hatten. 1998 hat die Zeitschrift Fortune Barbour Griffith & Rogers als zweitmächtigste Lobbyingfirma der USA bezeichnet. 2001, nach der Regierungsübernahme von George W. Bush, hat Fortune die Firma zur mächtigsten hochgestuft. Die Firma hat Millionen von US-Dollar durch Lobbyismus zugunsten der Tabakindustrie verdient.
Von 1993 bis 1997 war Barbour Vorsitzender des Republican National Committee. 1994, während seiner Amtszeit, gelang es den Republikanern, in beiden Häusern des Kongresses eine Mehrheit zu erlangen. Beim Repräsentantenhaus geschah dies zum ersten Mal seit 40 Jahren.

## Wahlkampf 2003
Nach zwei Jahrzehnten in Washington entschied sich Barbour, für das Amt des Gouverneurs von Mississippi zu kandidieren. Die republikanische Vorwahl gewann er am 5. August 2003 gegen den Rechtsanwalt Mitch Tyner. Während des Wahlkampfs erschien auf der Webseite des Council of Conservative Citizens (CofCC) ein Foto von Barbour zusammen mit einigen CofCC-Mitgliedern. Einige Kommentatoren fanden daraufhin, dass Barbour darum bitten sollte, die CofCC möge sein Foto von der Webseite entfernen, da die Organisation in der Vergangenheit eine Befürworterin der Rassentrennung gewesen sei. Barbour kam ihren Erwartungen nicht nach, sondern sagte: „Once you start down the slippery slope of saying, ‘That person can’t be for me’, then where do you stop? […] I don’t care who has my picture. My picture’s in the public domain.“
Barbour besiegte den demokratischen Amtsinhaber Ronnie Musgrove in der Wahl am 4. November 2003 mit 53 % der Stimmen gegenüber 46 % für Musgrove. Damit wurde er erst der zweite republikanische Gouverneur, der seit der Reconstruction in Mississippi gewählt wurde. Der erste war Kirk Fordice.

## Erste Amtszeit als Gouverneur

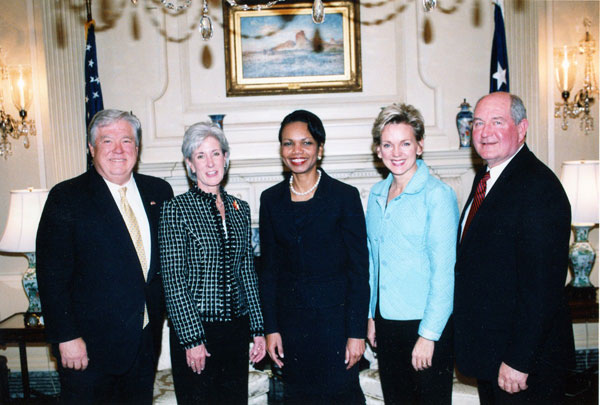
Haley Barbour mit Condoleezza Rice und anderen Gouverneuren

Barbour ist gelobt worden, weil er seine Fähigkeiten aus dem Bereich des Lobbyismus dafür verwenden konnte, ein Parlament, das von Politikern der gegnerischen Partei dominiert wird, für seine Initiativen zu gewinnen. Er hat einige Sondersitzungen des Parlaments einberufen, um die Bearbeitung eines Themas voranzubringen.
Als Barbour sein Amt antrat, hatte der Bundesstaat Mississippi ein Haushaltsdefizit (Haushaltsjahr 2004) von 709 Millionen US-Dollar. Mit der Unterstützung beider Parlamentsfraktionen und ohne die Steuern zu erhöhen, hat Barbour einen Plan implementiert, der den Namen Operation:Streamline trägt, um das Defizit zu halbieren. Dies hat er durch eine Reduzierung der Ausgaben im Bereich Soziales und Gesundheit erreicht, vor allem für Medicaid; das Budget 2005 wurde für 65.000 Empfänger die zumeist ebenfalls für Medicare qualifiziert waren gekürzt, auch die Leistungen für verschreibungspflichtige Medikamente hat er stark zurückgefahren. So wurden im Haushaltsjahr 2005 die Medicaid-Ausgaben um $130 Millionen gegenüber dem Ansatz für das Vorjahr reduziert. Nach einer längeren Sondersitzung genehmigte das Parlament einen Haushalt, der weitere Kürzungen bei den Sozialausgaben vorsah. Diese Kürzungen reichten nicht nur aus, um eine Erhöhung der Ausgaben für Bildung zu finanzieren, sondern brachten darüber hinaus eine Nettoersparnis. Mit dem weiteren Effekt von höheren Steuereinnahmen im Haushaltsjahr 2006, die zum Teil auf das vermehrte Mehrwertsteueraufkommen, das im Zuge des Wiederaufbaus nach Hurrikan Katrina zustande kam, basieren, gelang es dem Bundesstaat erstmals seit Jahren mit einem ausgeglichenen Haushalt abzuschließen.
Unter Barbours Führung hat Mississippi einige der restriktivsten Anti-Abtreibungsgesetze in den USA erlassen. Dazu zählt das komplette Verbot (Ausnahmen nur, wenn das Leben der Mutter bedroht wird, oder wenn sie vergewaltigt wurde), das in dem Falle in Kraft treten sollte, wenn der Oberste US-Gerichtshof die Roe v. Wade-Entscheidung von 1973 revidieren sollte.

### Tabakpolitik
Die Steuerpolitik Barbours ist umstritten. Im März 2006 legte Barbour ein Veto gegen den Gesetzentwurf ein, der eine Absenkung der Mehrwertsteuer auf Lebensmittel vorsah, die durch eine Erhöhung der Tabaksteuer finanziert werden sollte. Die Bewohner von Mississippi zahlen Steuern auf Lebensmitteln, die zu den höchsten der gesamten USA gehören.  Die „Kampagne für Tabakfreie Kinder“ („Campaign for Tobacco-Free Kids“) hat der Öffentlichkeit nahezulegen versucht, Barbours Affinitäten zur Tabakindustrie, die aus seiner Zeit als Lobbyist stammen sollten, seien eine Erklärung für seinen Vorschlag aus dem Jahr 2006, das Jugend-Tabak-Verhinderungsprogramm von Mississippi („Partnership for a Healthy Mississippi“) abzubauen. Die Partnership ist eine private, gemeinnützige Organisation, die $20 Millionen jährlich erhält und vom ehemaligen Justizminister Mike Moore geleitet wird. Moore gründete die Organisation, als er den Staat Mississippi in einer Zivilklage über mehrere Milliarden Dollar gegen die Tabakindustrie vertrat und an einer außergerichtlichen Einigung beteiligt war. Die Einigung sah vor, dass die Gelder als Ersatz für die zusätzlichen Kosten, die von Medicaid für die Behandlung von tabakverursachten Krankheiten bei bedürftigen Patienten entstanden, verwendet werden sollten. Moores Gegner haben jedoch wiederholt behauptet, dass er die Organisation Partnership for a Healthy Mississippi benutze, um seine eigene politische Karriere zu fördern. So bewilligt die Partnership regelmäßig größere Zuwendungen für politische Organisationen, wie z. B. die Legislative Black Caucus. Der Vorwurf wird auch erhoben, die Partnership lasse eine öffentliche Rechnungslegung nicht zu, obwohl sie Staatsgelder betreue.  2006 hat Richterin Jaye Bradley, die im Jahr 2000 die jährliche Überweisung von $20 Millionen als Vergleich genehmigte, ihre bisherige Entscheidung verworfen.

### Hurrikan Katrina
Am 29. August 2005 erreichte Hurrikan Katrina die Küste von Mississippi, verursachte den Tod von 231 Menschen und hinterließ zehntausende Menschen vorübergehend obdachlos.  Die Reaktion von Barbour darauf war durch einen konzertierten Versuch der Evakuierung, strenge Reden gegen Plünderer und die Bemühung, Schuldzuweisungen von der Bundesregierung fernzuhalten, gezeichnet. Seine Reaktion wurde positiv mit jener von Rudy Giuliani nach den Anschlägen des 11. Septembers verglichen.
Barbour zollte den zahllosen Staatsbediensteten, die den Bewohnern vom südlichen Mississippi dabei halfen, mit dem Hurrikan zurechtzukommen, Lob.  Barbour wurde jedoch von den Küstenbewohnern als starker Führer gelobt, der gegenüber der Öffentlichkeit Ruhe übermitteln konnte, und „eine zentrale Entscheidungsinstanz“ darstellen konnte für Fälle, „wenn die Dinge verstaucht werden oder sich seitwärts bewegen, was ja vorkommt“, wie Barbour selbst sagte.
Der Evakuierungsbefehl wurde durch kommunale Beamten mehr als 24 Stunden vor Ankunft des Hurrikans erlassen.  Am Tag des Hurrikans, dem 29. August, aktivierte Mississippi 750 Angehörige der Nationalgarde der Vereinigten Staaten.

## Wahlkampf 2007
Während seines Wahlkampfes um die Wiederwahl 2007 unterschrieb Barbour das Americans for Tax Reform “Taxpayer Protection Pledge” und versprach damit, keine neue Steuern einzuführen und keine bestehenden zu erhöhen.  In den republikanischen Vorwahlen am 7. August besiegte er Frederick Jones und bei der allgemeinen Wahl am 6. November unterlag ihm der Demokrat John Arthur Eaves.
Viele Demokraten sprachen sich für die Wahl von Barbour aus, darunter Xavier Bishop, Mike Espy, Brad Dye, and Bill Waller. Waller und Dye sind konservative Demokraten, die als Gouverneur und Vizegouverneur von Mississippi gedient haben. Bishop ist ein langjähriger demokratischer Aktivist und der afro-amerikanische Bürgermeister von Moss Point.  Espy ist ein ehemaliger demokratischer Kongressabgeordneter des Zweiten Bezirks von Mississippi, der als US-Agrarminister unter Präsident Bill Clinton diente. Er erwähnte die Kompetenz und Charakter von Gouverneur Barbour als Begründung seiner Fürsprache.

## Verzicht auf Präsidentschaftskandidatur
Zu Beginn des Jahres 2011 zählte Barbour zum erweiterten Kandidatenkreis für die Nominierung der Republikanischen Partei für die Präsidentschaftswahl 2012. Am 25. April 2011 gab er aber bekannt, dass er sich nicht um das Amt bewerben werde. Dies sei für ihn „eine schwere persönliche Entscheidung“ gewesen.